# SB Will
Le  SB Will est une ancienne barge de la Tamise (Thames sailing barge (en)) à gréement à livarde. Elle est l'une des quatre barges en acier les plus grandes et l'un des derniers cargos à voile à opérer dans les eaux britanniques jusqu'en 1966. Après quelques années passées à l'abandon, elle a été rééquipée et remise en service par P & O (Peninsular and Oriental Steam Navigation Company). Après avoir servi quelques années comme bureau de l'entreprise, elle renavigue en charter privé hors de la Pool of London ou des docks de St Katharine pour des croisières à travers Londres, sur la côte est et au-delà.

Ce bâtiment est inscrit au registre du National Historic Ships  depuis 1996 avec le certificat n°234.

## Histoire
Will Everard a été lancé en 1925 et a navigué pour F T Everard and Sons Ltd de Greenhithe avec trois autres barges identiques portant les noms des membres de la famille du propriétaire Ethel, Fred et Alf.

'Will Everard a d'abord transporté du charbon  de Keadby sur la Humber pour alimenter les usines à gaz à Margate.
Will Everard aurait dû participer à l'évacuation de Dunkerque. Durant la Seconde Guerre mondiale la barge a continué son travail commercial, effectuant 147 voyages de cabotage et transportant un total de 38.345 tonnes de cargaison.

En 1940, elle a été mitraillée deux fois dans la rivière Medina et bombardée lors d'un raid de jour à Phoenix Wharf par la Luftwaffe. En 1942, elle a failli être torpillée au large de Harwich par un torpilleur allemand et l'année suivante elle a été attaquée par un Focke-Wulf et ses voiles trouées de près de 1.000 impacts. Son équipage n'a pas été blessé mais sa timonerie a été renforcée avec de l'acier pour résister aux mitraillages.
Will Everard a continué sa carrière après la guerre et a été pendant un certain temps la plus grande barge à continuer à naviguer à la voile. Un moteur auxiliaire a été installé en 1950 mais cessa le travail à cause de la concurrence croissante du rail et de la route .
Elle a été vendue en 1966 à Vernon Harvey et a été renommée Will et a servi essentiellement au stockage. Puis elle a été rachetée par un passionné de barge, John Hobbins, qui la re-gréée. En 1972, elle a été vendue à Overseas Containers (en) (OCL) où elle a subi une refonte majeure à Maldon pour servir de bureau à l'entreprise.
En 1986, P & O (Peninsular and Oriental Steam Navigation Company)a pris le contrôle de OCL. Repeinte aux couleurs de l'entreprise elle a servi comme  salle de réunion et salle à manger flottante. L'insigne de P & O est encore visible sur sa grand-voile à ce jour. Will navigue toujours en charter privé.